# Гіслейн Максвелл
Гіслейн Ноель Маріон Максвелл (Ghislaine Noelle Marion Maxwell ; нар. 25 грудня 1961 року) — британська світська левиця та підприємиця, відома причетністю до справи Джеффрі Епштейна, за якою була основною обвинувачуваною (після загибелі самого Епштейна). У 2012 році заснувала TerraMar Project (спеціалізувався на захисті океанів), який закрився у 2019 (після появи звинувачень проти Епштейна). Відома також дружбою з принцом Ендрю, якого познайомила з Епштейном. Згодом вони проводили час разом.

## Біографія
Народилася у Франції дев'ятою дитиною у сім'ї. Мати, Елізабет Максвелл, була дослідницею Голокосту. Батько назвав на її честь яхту, під час плавання на якій пізніше загинув.
У дитинстві та юності жила в Англії, після здобуття освіти працювала на батька, який був медіамагнатом. Після його смерті у листопаді 1991 року переїхала до США.
До кінця 2015 року переважно відійшла від виконання соціальних функцій. Є натуралізованою громадянкою США, також має британське та французьке громадянство. Професійна пілотеса вертольота.
У грудні 2020 року стало відомо, що Максвелл з 2016 одружена зі Скоттом Боргерсоном.

## Суд
Після появи звинувачень проти неї певний час переховувалася. У липні 2020 року була затримана і чекала вироку суду у двох справах: про торгівлю людьми і лжесвідчення. Максвелл стикалася з постійними звинуваченнями у звідництві та торгівлі неповнолітніми дівчатками для Епштейна та інших, звинувачення, які вона відкидала. Є також відповідачкою за кількома цивільними позовами дівчат, які заявили, що вони постраждали від дій Епштейна.
У грудні 2021 року суд у США визнав Гіслейн Максвелл винною у пособництві сексуальної експлуатації неповнолітніх. Журі присяжних визнало доведеним, що з 1994 по 2004 роки Максвелл підібрала для Епштейна чотирьох дівчат-підлітків, яких він схилив до дій сексуального характеру. На процесі проти неї виступили четверо потерпілих, дві з них розповіли, що стали жертвами Епштейна у 14-річному віці. Одна з жінок заявила, що Гіслейн Максвелл брала участь у її сексуальних контактах із мільйонером. Крім того, на суді були представлені документи, з яких випливало, що Максвелл отримала від Епштейна мільйони доларів.